# Bartramia polytrichoides
Bartramia polytrichoides är en bladmossart som beskrevs av C. Müller 1874. Bartramia polytrichoides ingår i släktet äppelmossor, och familjen Bartramiaceae. Inga underarter finns listade i Catalogue of Life.